# Вашер великий
Вашер великий (Molothrus oryzivorus) — вид горобцеподібних птахів родини трупіалових (Icteridae). Поширений в Центральній і Південній Америці. Гніздовий паразит, який відкладає яйця у гнізда інших видів птахів.

## Поширення
Вашер великий трапляється від Південної Мексики до Парагваю та північного сходу Аргентини. Вид асоціюється з відкритими лісами та наявністю великих дерев. Він є єдиним вашером, який зустрічається в глибоких лісах.

## Підвиди
- Molothrus oryzivorus impacifus (J. L. Peters, 1929) — Центральна Америка;
- Molothrus oryzivorus oryzivorus (J. F. Gmelin, 1788) — Південна Америка.

## Опис
Самці сягають від 33 до 37 см завдовжки і ваги близько 200 г, а самиці — від 28 до 32 см і приблизно 140 г. Хвіст досить довгий, з майже усіченим кінцем. Дзьоб товстий, кульменка сплощена і опукла; колір райдужної оболонки варіює від білого, оранжевого, зеленого до коричневого. Дорослий самець має чорні голову та тіло з пурпуровим блиском, включаючи великий комір із пір'я, що висувається, на шиї, нижче потилиці, яке, якщо його розтріпати, створює враження, що голова маленька. Крила і хвіст чорні з блакитним блиском. Самиця менша і чорна з легким блакитним відтінком; на шиї має рудиментарний комір. Дзьоб і ноги чорні.

## Спосіб життя
Цей зграйний птах, що харчується в основному комахами, а також деякими насінням і фруктами, такими як рис. Годується на землі або на деревах. Він рідко сідає на велику рогату худобу, на відміну від деяких своїх родичів, але в Бразилії сідає також на інших диких ссавців, таких як капібари, оскільки вони знищують мух і кліщів.
Гніздовий паразит. Відкладає яйця у гнізда конот та касиків. Яйця бувають двох типів: білуваті без плям або блідо-блакитні чи зелені з темними цятками та вкрапленнями. Яйця і пташенята господаря не знищуються. Їхні хазяї розмножуються колоніально та енергійно захищають свої гнізда, тож вашеру великому треба прикласти чималих зусиль, щоб знайти достатньо можливостей для відкладання яєць. В одне гніздо може відкладати кілька яєць.